# خیرآباد، سغد
خیرآباد، سغد (به لاتین: Khayrabad) یک منطقهٔ مسکونی در تاجیکستان است که در ولایت سغد واقع شده‌است.